# Rusce (Vranje)
Rusce (em cirílico: Русце) é uma vila da Sérvia localizada no município de Vranje, pertencente ao distrito de Pčinja, na região de Južno Pomoravlje. A sua população era de 79 habitantes segundo o censo de 2011.

## Demografia
| 1948 | 1953 | 1961 | 1971 | 1981 | 1991 | 2002 | 2011 |
| ---- | ---- | ---- | ---- | ---- | ---- | ---- | ---- |
| 168  | 177  | 165  | 131  | 124  | 83   | 73   | 79   |